# Mirza Jatic
Mirza Jatic (* 1. Juli 1993) ist ein österreichischer Fußball- und Futsalspieler, der nebenbei auch als Fußballtrainer in der Nachwuchsarbeit aktiv ist.

## Fußballkarriere
Jatic begann seine Karriere beim SV Gloggnitz. 2014 wechselte er zum ASK Eggendorf. Im Februar 2015 wechselte er zum SC Wiener Neustadt. Sein Profidebüt gab er am zehnten Spieltag der Saison 2015/16 gegen den SC Austria Lustenau. Von September 2009 bis Anfang 2017 hatte Jatic beruflich als Elektrobetriebstechniker bei der Semperit AG in Wimpassing gearbeitet, hatte diese Tätigkeit unterbrochen, nachdem er bei den Wiener Neustädtern vermehrt im Profibereich zum Einsatz gekommen war, und kehrte im November 2018 wieder auf seine angestammte Position im Unternehmen zurück.
Im Jänner 2018 verließ er Wiener Neustadt. Nach einem Jahr ohne Verein wechselte er im Jänner 2019 zum Regionalligisten FCM Traiskirchen. Für Traiskirchen kam er in eineinhalb Jahren zu 28 Einsätzen in der Regionalliga. Zur Saison 2020/21 wechselte er zum Ligakonkurrenten FC Mauerwerk. Für die Wiener absolvierte er x Partien in der Ostliga.
Zur Saison 2022/23 wechselte Jatic weiter innerhalb der Liga zum Aufsteiger USV Scheiblingkirchen-Warth.

## Futsalkarriere
In der Saison 2011/12 spielte Jatic für den Polonia FC in der 1. ÖFB Futsal Liga und kam dabei bei seinen drei Einsätzen im Dezember 2011 auf zwei Treffer. Nachdem er zwischenzeitlich offenbar nicht als Futsalspieler aktiv gewesen war, trat er ab der Spielzeit 2014/15 für den 1. FC Allstars Wiener Neustadt in der 1. ÖFB Futsal Liga in Erscheinung. Bei Einsätzen in elf Meisterschaftsspielen kam er dreimal zum Torerfolg. Danach war er während seiner Zeit beim SC Wiener Neustadt, für den er auch im Profibereich zum Einsatz gekommen war, abermals nicht auf Vereinsebene als Futsalspieler aktiv und kehrte erst zur Saison 2017/18 wieder zu einem Klub aus der höchsten Liga des Landes zurück. Nachdem er sich abermals dem 1. FC Allstars Wiener Neustadt angeschlossen hatte, absolvierte er für diesen 2017/18 drei Spiele in der regulären Saison, wobei ihm fünf Tore gelangen, sowie vier Partien in den saisonabschließenden Play-offs, wobei er drei Treffer beisteuerte. Auf zehn Tore in zwölf Spielen (reguläre Saison und Play-offs zusammengefasst) brachte er es 2018/19, gefolgt von 22 Toren in 15 Partien in der Spielzeit 2019/20. Dreimal in Folge wurde er mit der Mannschaft österreichischer Meister. Innerhalb der Stadt schloss er sich vor der Saison 2020/21 dem Ligakonkurrenten Fortuna Wiener Neustadt an und brachte es zur Saison 2020/21 auf eine Bilanz von zehn Toren in neun Spielen und schloss die Meisterschaft auf Rang 3 ab.
Seit Herbst 2019 vertritt Jatic sein Heimatland auch in der österreichischen Futsalnationalmannschaft, für die er bislang (Stand: 2. Juni 2021) in sieben Länderspielen zum Einsatz kam und dabei zwei Treffer beisteuerte.

## Trainerkarriere
2018/19 machte Jatic die Ausbildung zum Kindertrainer und trat 2019 kurzzeitig als Trainer der U-13-Mannschaft des FCM Traiskirchen in Erscheinung.